# Murray Head
Murray Head (Londen, 5 maart 1946) is een Engelse acteur en zanger.

## Levensloop
Murray Head is de zoon van een documentairemaker en een actrice. Zijn jongere broer Anthony Stewart Head is bekend van Buffy the Vampire Slayer.
Murray Head zong de rol van Judas Iskariot op de albumversie van de musical Jesus Christ Superstar van Andrew Lloyd Webber. Rond dezelfde tijd speelde hij mee in de film Sunday Bloody Sunday, die o.a. een BAFTA Award ontving voor beste film. Ondanks deze successen bleef hij voor het grote publiek een grote onbekende. In 1984 was hij een van de sterren in de musical Chess. Het lied One Night in Bangkok uit deze musical was op donderdag 13 december 1984 TROS Paradeplaat op Hilversum 3 en werd een gigantische hit in Nederland en bereikte de 1e plaats in de Nationale Hitparade en de TROS Top 50. In de Nederlandse Top 40 werd de 2e positie behaald. De muziek van dit nummer is geschreven door Benny Andersson en Björn Ulvaeus van ABBA en de teksten door Tim Rice.
Head heeft vanaf 1973 met wisselend succes een aantal singer-songwriter albums uitgebracht. Na jaren stilte vanaf 1995 komt in 2007 het album Tête à Tête uit.

### Privé
Murray Head was gehuwd met Susan Ellis Jones van 1972 tot 1992. Ze hebben twee dochters.

## Discografie
- 1972 - Nigel lived
- 1975 - Say it ain't so met single Say it ain't so, Joe
- 1979 - Between us
- 1981 - Voices
- 1981 - Find the Crowd
- 1983 - Shade
- 1984 - Restless
- 1987 - Sooner or Later
- 1990 - Watching Ourselves Go By
- 1992 - Wave
- 1993 - Innocence
- 1995 - When You're in Love
- 1995 - Pipe Dreams
- 2002 - Passion
- 2005 - Emotions, My Favourite Songs
- 2007 - Tête à Tête
- 2008 - Rien n'est écrit

### NPO Radio 2 Top 2000
| Nummer met noteringen in de NPO Radio 2 Top 2000 | '99  | '00  | '01  | '02  | '03  | '04  | '05  | '06  | '07 | '08  | '09  |
| ------------------------------------------------ | ---- | ---- | ---- | ---- | ---- | ---- | ---- | ---- | --- | ---- | ---- |
| One Night in Bangkok                             | 1047 | 1347 | 1872 | 1190 | 1521 | 1625 | 1968 | 1591 | -   | 1847 | 1839 |

1. ↑  Een '-' betekent dat het nummer niet was genoteerd en een vetgedrukt getal geeft de hoogste notering aan.
2. ↑  Deze tabel is bijgewerkt tot en met de meest recente editie (2024).